# De Heilige Familie met Engelen
De Heilige Familie met Engelen is een schilderij uit 1645 van de Nederlandse kunstschilder Rembrandt van Rijn. Het schilderij is 117 bij 91 centimeter groot en bevindt zich in de Hermitage in Sint-Petersburg. 

## Achtergrond
Sinds de vroege 16e eeuw is de Heilig Huisgezin, Jezus, Maria en Jozef, een populair thema in de West-Europese schilderkunst. Vaak worden Jezus en zijn ouders afgebeeld in de stal van Bethlehem, of tijdens de vlucht naar Egypte, of tijdens de openbaring van de Heer, of bij de opdracht van de Heer in de Tempel.

## Beschrijving
Rembrandt kiest voor een ander tafereel, namelijk dat van een min of meer normaal huisgezin. Op de voorgrond ligt Jezus te slapen in een wiegje. Naast hem zit zijn moeder die, kennelijk verdiept in lectuur (van de Bijbel), zich even naar het wiegje neigt. Op de achtergrond is Sint Jozef te zien die aan het werk is in zijn timmermanswerkplaats. Jozef is bezig een juk te vervaardigen. Dat juk verwijst zowel naar Jesaja (9,3) (Want het drukkende juk, de stang op hun schouders, de stok van de drijver, U breekt ze stuk als op de dag van Midjan), waarin de komst van de Messias wordt aangekondigd, als naar het Evangelie volgens Matteüs (11,29-30) waar Jezus zelf tegen zijn leerlingen zei: "Neem mijn juk op en kom bij Mij in de leer, omdat Ik zachtmoedig ben en eenvoudig van hart, en u zult rust vinden voor uw ziel. Want mijn juk is zacht en mijn last is licht."

### Engelen
De metafysische duiding van dit schilderij (dat op de eerste gezicht ook de indruk kan maken van een gewone huiselijke scene) wordt mede afgedwongen door de engelen die linksboven in het schilderij verschijnen. De voorste van hen is, met zijn uitgespreide armen, wel geduid als een voorafbeelding van de Kruisiging.